# سیارک ۱۸۵۷۹
سیارک ۱۸۵۷۹ (به انگلیسی: 18579 Duongtuyenvu، نامگذاری:1997XY6) هجده هزار و پانصد و هفتاد و نهمین سیارک کشف شده‌است که در ۵ دسامبر ۱۹۹۷ کشف شد.
قدر مطلق سیارک برابر ۱۷٫۰ است.